# Rita de Jong
Rita de Jong (Meerkerk, 12 de marzo de 1965) es una deportista neerlandesa que compitió en remo.
Ganó dos medallas en el Campeonato Mundial de Remo, en los años 1994 y 1995.
Participó en dos Juegos Olímpicos de Verano, en los años 1992 y 1996, ocupando el sexto lugar en Atlanta 1996, en la prueba de ocho con timonel.

## Palmarés internacional
| Campeonato Mundial | Campeonato Mundial            | Campeonato Mundial | Campeonato Mundial |
| Año                | Lugar                         | Medalla            | Prueba             |
| ------------------ | ----------------------------- | ------------------ | ------------------ |
| 1994               | Indianápolis (Estados Unidos) | Medalla de oro     | Cuatro sin timonel |
| 1995               | Tampere (Finlandia)           | Medalla de bronce  | Ocho con timonel   |